# Big Love
Big Love è una serie televisiva statunitense in onda negli Stati Uniti sul network via cavo HBO dal 12 marzo 2006 al 20 marzo 2011. La sigla è tratta da God Only Knows dei Beach Boys.
In Italia la serie è approdata sul network satellitare Fox Life dal 13 novembre 2006 che ha trasmesso le prime due stagioni. La terza stagione è andata in onda sul canale satellitare Cult a luglio 2009, mentre la quarta è stata trasmessa su FX e la quinta su Fox Life.

## Trama
Big Love segue le vicende del poligamo Bill Henrickson e delle sue tre mogli e sette figli nonostante negli USA la poligamia sia vietata.

## Episodi
| Stagione         | Episodi | Prima TV USA | Prima TV Italia |
| ---------------- | ------- | ------------ | --------------- |
| Prima stagione   | 12      | 2006         | 2006-2007       |
| Seconda stagione | 12      | 2007         | 2008            |
| Terza stagione   | 10      | 2009         | 2009            |
| Quarta stagione  | 9       | 2010         | 2010            |
| Quinta stagione  | 10      | 2011         | 2012            |

## Personaggi
Bill Henrickson è il capo-famiglia. È un imprenditore, possiede due grandi magazzini Home Plus e progetta di aprirne un terzo. È nato nella grande comunità poligama di Juniper Creek, nello Utah, da Franklin Harlow e dalla sua seconda moglie Lois Henrickson; ha un fratello, Joey, e una sorella Margaret, morta da ragazza. Durante il college ha conosciuto la sua prima moglie Barb e con lei ha avuto tre figli: Sarah, Ben e Tency. Dopo circa dieci anni di matrimonio monogamo, Bill e Barb hanno deciso di accogliere Nicki nella famiglia; con lei Bill ha due figli, Wayne e Raimond. La famiglia ha infine accolto Margene come terza moglie di Bill; Margene e Bill hanno due figli, Aaron e Lester. Bill ha diverse questioni in sospeso sia con il compound di Juniper Creek che con il suo capo e profeta Roman, a causa di prestiti e debiti.
Barbara Dutton è la prima moglie di Bill. È nata in una tradizionale famiglia mormone, cioè in seno a una religione che non ha più tollerato matrimoni plurimi sin dal 1890. Barbara ha conosciuto il marito al college nell'Università dello Utah. Dopo aver conseguito la laurea per insegnare, si è sposata con Bill e con lui ha avuto Sara, Ben e Tency. Per circa dieci anni ha vissuto una vita monogama. Poi una crisi ha sconvolto la famiglia: Barb ha scoperto di avere un tumore all'utero che necessitava di lunghe e costose cure. Per questo Bill è tornato al compound a Juniper Creek dal quale era stato cacciato, e, grazie agli aiuti economici di Roman Graant, Barb ha sconfitto il cancro. Al Compound, Barb e Bill hanno accolto nella famiglia Nicki come seconda moglie. A causa della scelta di poligamia, Barb ha interrotto i contatti con sua madre Ellen e con sua sorella Cindy, che però periodicamente va a trovare i tre nipoti. Barb ha sentimenti contrastanti riguardo allo stile di vita poligamo. Da un lato lo accetta, ma dall'altro si sente in qualche modo macchiata, tanto che non vuole che i suoi figli seguano la poligamia. Cerca di proteggere a denti stretti il segreto della sua famiglia, ma sente anche il bisogno di affermarsi come donna e insegnante nella società. È comunque la moglie capo, alla quale spetta garantire la serenità dei rapporti tra le mogli, compito non facile.
Nicolette Grant (Nicki) è la figlia del profeta di Juniper Creek, Roman Grant e di una delle sue mogli, Adaleen. Subito dopo la scoperta della malattia di Barb, si trasferisce dal compound a Salt Lake City per aiutare la famiglia Henrickson con la cura dei figli. Presto però smette di essere semplicemente la baby sitter, e si innamora, corrisposta, di Bill. Diventa così la sua seconda moglie, aprendo la famiglia alla poligamia. Nicki e Bill hanno due figli, Wayne e Raimond. Nicki ha sempre vissuto nel compound, e non ne ha dimenticato le regole e lo stile di vita. È dolce e garbata, ma allo stesso tempo maliziosa e insofferente. Da un lato non riesce ad accettare lo stile di vita della città, che porta le donne a lavorare al posto di badare ai figli o a vestirsi come ballerine, dall'altro ne è terribilmente attratta, tanto da arrivare ad avere una mania ossessivo-compulsiva per lo shopping che le causerà migliaia di dollari in debiti. Non sopporta né la frivola vitalità di Marge né le aspirazioni di successo di Barb, ma cerca di lavorare per il benessere della famiglia.
Margene Heffman è cresciuta con la madre in un piccolo villaggio del Colorado. Dopo essersi trasferita a Salt Lake City, Margene ottiene il diploma di scuola superiore e trova lavoro come rappresentante del servizio clienti all'Home Plus di Bill. Bill si accorge però che quello non è il lavoro che fa per lei, e l'assume allora come baby sitter. Marge gradualmente si innamora di Bill e della famiglia, trovando in essa la stabilità e l'amore che lei non aveva mai provato nella sua. Bill, Barb e Nicki la accolgono come terza moglie. Marge e Bill hanno due figli piccoli, Aaron e Lester. Marge dimostra spesso di essere la più giovane tra le mogli, sia per l'inesperienza nel vivere rapporti con la famiglia, o nel gestire la casa e i figli, sia nei troppi contatti esterni che mettono a rischio il segreto degli Henrickson. Le sue altre due mogli a volte le fanno pesare queste leggerezze, gelose anche della vitalità e della passione che dimostra verso Bill, ma insieme cercano di migliorarsi. Marge è combattuta tra l'accettare il sentimento che la attira verso questa grande famiglia e i suoi principi morali, e la sua vecchia vita da ragazza, libera invece da ogni costrizione.